# Légcső
A légcső és ágrendszere a szárazföldi gerincesek külső légzését biztosító, lokalizált légzőrendszer része. Biztosítja be- és kilégzéskor a levegő áramlását a tüdőkhöz, ill. a tüdőkből a külvilág felé. Belégzés közben tisztítja, melegíti és nedvesíti a belégzett levegőt.

## Elhelyezkedése, lefutása

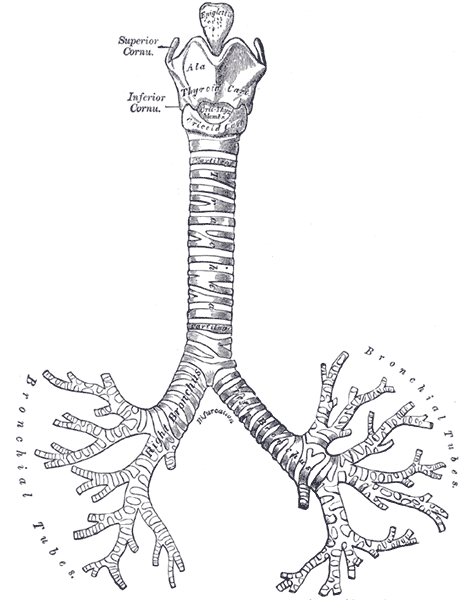
Gége, légcső, hörgők.

A légcső (trachea) a gége gyűrűporca alatt kezdődik – utóbbival  egy szalag (ligamentum  cricaotracheale) köti össze  és  a légcső fő hörgőkre oszlásáig (bifurcatio tracheae) tart. A nyakon kezdődve (7. nyakcsigolya magasságában ) a gátor (mediastinum) elülső részének leghátsó képleteként, közvetlenül a nyelőcső előtt fut le a 4-5. hátcsigolya magasságáig. 

## Méretei, falszerkezete

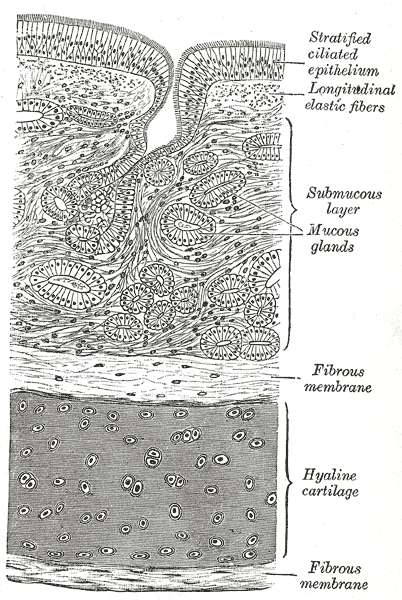
A légcső falszerkezete

Hossza 14 cm, belső átmérője kb. 17 mm. Falát elöl C alakú porcok (hialinporc) merevítik, hátsó fala hártyás, ebben haránt lefutású simaizomréteg is van. A porcoknak az a szerepe, hogy a légcső relatív merevségét biztosítsa, így a be- és kilégzéssel járó nyomásváltozások ne hathassanak a légcső tágasságára. Ugyanakkor az egész felépítés relatív rugalmasságot és hajlékonyságot is ad. Belső felszínét nyálkahártya béleli, amelynek hámborítása többmagsoros csillószőrös hengerhám. A hám alatti rétegben kisebb nyálmirigyek találhatók. Az ezek által termelt nyákréteg befedi a csillós hámot, és a csillók összehangolt, hullámszerű mozgása a nyákréteget futószőnyegszerűen a garat felé mozgatja. Mivel a belégzett porszemcsék jelentős része a nyákba beletapad és a garat felé kiürül, ez fontos része a légutak önvédelmi mechanizmusának. Sajnos ez a legapróbb porszemcsék egy részének továbbjutását nem tudja megakadályozni.

## Elágazása, szomszédos szervek
Az elágazás után a két fő hörgő szerkezete még lényegében azonos a légcsőével. (A jobb főhörgőn a (vena azygos), a balon az (aortaív) hajlik át.) A jobb főhörgő meredekebb lefutású és rövidebb, így félrenyelt idegentestek általában ebbe kerülnek be. A légcső és a nyelőcső együttfutásának szakaszán a bolygóideg a két képződmény közötti oldalsó barázdában fut le a tüdőkapuk hátsó részéig, majd innen a tüdőágak leadása után a nyelőcső mentén tovább.

## Betegségei
Itt csak leggyakoribb betegsége, az általában a hörgőkre is ráterjedő, heveny és idült nyálkahártyahurut kerül említésre. Szúró kaparó érzéssel, köhögéssel jár. A heveny általában megfázás következménye, néhány nap alatt inhalálás, köptetők, szükség szerint  köhögéscsillapítás hatására (ill. spontán) gyógyul. A krónikusnak más betegség is állhat a hátterében, ezért ebben az esetben szükséges az alapos kivizsgálás.